# Watertoren (Lutten)
De watertoren van Lutten in Lutten in de provincie Overijssel is gebouwd in 1932. Kenmerkend is de typische jarendertigstijl. De toren is aangewezen als gemeentelijk monument. 
Het bouwwerk heeft een hoogte van 49,2 meter en een waterreservoir met een inhoud van 578 m³. Het is de hoogste als watertoren gebouwde toren van Overijssel. De watertoren van Steenwijk is hoger, maar deze is ingebouwd in een kerktoren. 
De toren in Lutten is een van de twee Nederlandse watertorens met een zadeldak. De andere is de watertoren van Mijdrecht. Na de Tweede Wereldoorlog is de watertoren tijdelijk gebruikt als groepshuis voor de padvinders van de Hegwesgroep uit Lutten. De watertoren werd in 2006 buiten gebruik gesteld. Het is sinds een verbouwing in 2014 een accommodatie voor overnachtingen met tien slaapkamers.
Almelo
(Oude ·
Spinnerij ·
Sluiskade ·
Reggestraat) ·
Borne ·
Daarle ·
Delden ·
Deventer ·
Enschede
(Hoog & Droog ·
Janninktoren ·
Menkotoren) · 
Goor ·
Hengelo
(Oude ·
Stork, 1902 ·
Stork, 1917) ·
Kuinre ·
De Lichtmis · 
Lutten ·
Nijverdal
(Oude ·
Nieuwe) ·
Oldenzaal ·
Olst ·
Ootmarsum ·
Raalte · 
Sint Jansklooster ·
Steenwijk ·
Steenwijkerwold ·
Vriezenveen · 
Zwolle